# Дрекслер, Клайд
Клайд О́стин Дре́кслер (англ. Clyde Austin Drexler; род. 22 июня 1962, Новый Орлеан, Луизиана) — американский баскетболист. Играл на позиции атакующего защитника и лёгкого форварда. В 1995 году стал чемпионом НБА в составе «Хьюстон Рокетс». В 1992 году в составе национальной сборной США стал олимпийским чемпионом и победителем чемпионата Америки. Был известен своей универсальностью, эффективно играл как в нападении, так и в защите. Является одним из лучших атакующих защитников в истории НБА. Он был дважды введен в Зала славы баскетбола: в 2004 году за свою индивидуальную карьеру и в 2010 году как член «Dream Team». Дрекслер считается одним из величайших баскетболистов и величайших атакующих защитников всех времен.

## Ранние годы
Дрекслер родился в Новом Орлеане, штат Луизиана, и жил в районе Саут-Парк в Хьюстоне, штат Техас. Он учился в средней школе Росса Стерлинга в Хьюстоне, где был одноклассником теннисистки Зины Гаррисон.

## Спортивная биография
Спортивное прозвище — The Glide («Глайд»), основанное на созвучии имени Дрекслера и существительного "glide" (скольжение, парение). Своё прозвище Дрекслер получил за манеру передвигаться по площадке словно скользя по ней, умение «скользить» мимо защищающихся противников, а также «планировать» к кольцу соперника. На русский это прозвище можно перевести как «Скользящий» или «Планирующий».
За карьеру в регулярных чемпионатах НБА сделал 25 трипл-даблов и занимает по этому показателю 10-е место в истории ассоциации.
На драфте НБА 1983 года Дрекслер был выбран командой «Портленд Трэйл Блэйзерс» под общим 14-м номером. В своем первом сезоне он набирал в среднем 7,7 очков за 17,2 минуты игрового времени. Во втором сезоне этот показатель увеличился до 17,2 очков, 6 подборов, 5,5 передач и 2,2 перехвата за игру. 6 января 1989 года Дрекслер набрал максимальные в своей карьере 50 очков во время победной игры над «Сакраменто Кингз» в двойном овертайме.  
В сезоне 1989 —1990 годов Дрекслер помог команде «Портленд Трэйл Блэйзерс» попасть в финал НБА 1990 годов, набирая в среднем за сезон 23,3 очка, 6,9 подборов и 5,9 передач. «Блэйзерс» (занявшие 3-е место в Западной конференции) вышли в финал конференции против «Финикс Санз».   
В сезоне 1991— 92 он вошел в Сборную всех звёзд НБА и занял второе место после Майкла Джордана в голосовании за MVP, набирая в среднем 25 очков за игру, 6,6 подборов и 6,7 передач, играя чуть более 35 минут за игру.   
Дважды за карьеру Дрекслер останавливался в «одном шаге» от квадрупл-дабл — достижения, которого добивались лишь 4 баскетболиста в истории НБА. 10 января 1986 года в матче «Портленд Трэйл Блэйзерс» — «Милуоки Бакс» Дрекслер набрал 26 очков, сделал 11 передач, 10 перехватов и 9 подборов. Спустя более чем 10 лет, 1 ноября 1996 года в матче «Хьюстон Рокетс» — «Сакраменто Кингз» Клайд набрал 25 очков, сделал 10 подборов, 10 перехватов и 9 передач. С тех пор ни одному из баскетболистов НБА пока не удалось так близко подобраться к квадрупл-дабл (последний на данный момент квадрупл-дабл на счету Дэвида «Адмирала» Робинсона в феврале 1994 года).
Дрекслер — один из трёх игроков в истории НБА, которые за карьеру набрали 20 000 очков, сделали 6000 передач и 6000 подборов. Двое других — Оскар Робертсон и Джон Хавличек. С 2207 перехватами (2,03 в среднем за матч) занимает по этому показателю 7-е место в регулярных чемпионатах в истории НБА. Кроме того, на начало сезона 2012/13 занимает 27-е место по набранным очкам и 27-е место по передачам в регулярных сезонах в истории НБА.
Интересно, что после того, как Дрекслер на протяжении 12 лет защищал цвета «Портленда» (1983—1995), он перешёл в «Хьюстон Рокетс», и в первом же сезоне стал чемпионом НБА, чего ему ни разу не удавалось в составе «Трэйл Блэйзерс». Для «Хьюстона» же, в котором главной звездой тогда был центровой Хаким Оладжьювон, это было второе чемпионство подряд.
В 1996 году Дрекслер вошёл в список 50 величайших игроков в истории НБА, причём на торжественной церемонии он присутствовал в форме «Хьюстона», за который он отыграл к тому времени всего год, а не «Портленда», которому отдал 12 лет своей карьеры. 10 сентября 2004 года был включён в Зал славы баскетбола. Номер 22, под которым выступал Дрекслер, был выведен из обращения в «Портленде», «Хьюстоне» и Университете Хьюстона, где Клайд выступал в студенческие годы.
В 1998—2000 годах возглавлял команду университета Хьюстона, с которой не добился особых успехов. В настоящее время работает комментатором на домашних матчах «Хьюстон Рокетс».

## Семья
У Клайда четверо детей, трое — от нынешней жены Гейнелл, с которой Дрекслер вместе с 1988 года. В 2014 году Дрекслер женился на своей второй жене Тоне, с которой он познакомился через коллегу по НБА Доминика Уилкинса.
У Дрекслера также есть брат и две сестры, которые содержат сеть гриль-ресторанов в Хьюстоне. Среди этих заведений есть «Бар 22» (англ. 22 Bar), названный в честь игрового номера Клайда.

## Прочее
Дрекслер появлялся в качестве приглашённой звезды в знаменитом юмористическом сериале «Женаты… с детьми». Кроме того, он снимался в эпизодах ряда американских и канадских сериалов. В 2006 году снялся в роли камео в фильме «Как Майк 2». В 2007 году Клайд участвовал в американской версии телевизионного шоу «Танцы со звёздами» (англ. Dancing with the Stars), где выступал в паре с бывшей москвичкой Еленой Гриненко, заняв 8-е место среди 11 пар.
По своему собственному признанию, окончил колледж лишь в декабре 2001 года, когда уже работал тренером в университете Хьюстона. Специальность — «финансовый менеджмент».
В новой лиге BIG3, стартовавшей летом 2017 года, является тренером команды «Power».

## Статистика

### Статистика в НБА
| Сезон                                                                                    | Команда  | Регулярный сезон | Регулярный сезон | Регулярный сезон | Регулярный сезон | Регулярный сезон | Регулярный сезон | Регулярный сезон | Регулярный сезон | Регулярный сезон | Регулярный сезон | Регулярный сезон | Серия плей-офф | Серия плей-офф | Серия плей-офф | Серия плей-офф | Серия плей-офф | Серия плей-офф | Серия плей-офф | Серия плей-офф | Серия плей-офф | Серия плей-офф | Серия плей-офф |
| Сезон                                                                                    | Команда  | GP               | GS               | MPG              | FG%              | 3P%              | FT%              | RPG              | APG              | SPG              | BPG              | PPG              | GP             | GS             | MPG            | FG%            | 3P%            | FT%            | RPG            | APG            | SPG            | BPG            | PPG            |
| ---------------------------------------------------------------------------------------- | -------- | ---------------- | ---------------- | ---------------- | ---------------- | ---------------- | ---------------- | ---------------- | ---------------- | ---------------- | ---------------- | ---------------- | -------------- | -------------- | -------------- | -------------- | -------------- | -------------- | -------------- | -------------- | -------------- | -------------- | -------------- |
| 1983/84                                                                                  | Портленд | 82               | 3                | 17,2             | 45,1             | 25,0             | 72,8             | 2,9              | 1,9              | 1,3              | 0,4              | 7,7              | 5              |                | 17,0           | 42,9           | 0,0            | 85,7           | 3,4            | 1,6            | 1,0            | 0,2            | 7,2            |
| 1984/85                                                                                  | Портленд | 80               | 43               | 31,9             | 49,4             | 21,6             | 75,9             | 6,0              | 5,5              | 2,2              | 0,9              | 17,2             | 9              | 9              | 37,7           | 41,0           | 28,6           | 84,4           | 6,1            | 9,2            | 2,6            | 1,0            | 16,7           |
| 1985/86                                                                                  | Портленд | 75               | 58               | 34,3             | 47,5             | 20,0             | 76,9             | 5,6              | 8,0              | 2,6              | 0,6              | 18,5             | 4              | 4              | 36,3           | 45,6           | 40,0           | 78,3           | 6,3            | 6,5            | 1,5            | 0,8            | 18,0           |
| 1986/87                                                                                  | Портленд | 82               | 82               | 38,0             | 50,2             | 23,4             | 76,0             | 6,3              | 6,9              | 2,5              | 0,9              | 21,7             | 4              | 4              | 38,3           | 45,6           | 25,0           | 79,3           | 7,5            | 3,8            | 1,8            | 0,8            | 24,0           |
| 1987/88                                                                                  | Портленд | 81               | 80               | 37,8             | 50,6             | 21,2             | 81,1             | 6,6              | 5,8              | 2,5              | 0,6              | 27,0             | 4              | 4              | 42,5           | 38,6           | 50,0           | 72,4           | 7,0            | 5,3            | 3,0            | 0,5            | 22,0           |
| 1988/89                                                                                  | Портленд | 78               | 78               | 39,3             | 49,6             | 26,0             | 79,9             | 7,9              | 5,8              | 2,7              | 0,7              | 27,2             | 3              | 3              | 42,7           | 49,3           | 0,0            | 76,5           | 6,7            | 8,3            | 2,0            | 0,7            | 27,7           |
| 1989/90                                                                                  | Портленд | 73               | 73               | 36,8             | 49,4             | 28,3             | 77,4             | 6,9              | 5,9              | 2,0              | 0,7              | 23,3             | 21             | 21             | 40,6           | 44,1           | 22,0           | 77,4           | 7,2            | 7,1            | 2,5            | 0,9            | 21,4           |
| 1990/91                                                                                  | Портленд | 82               | 82               | 34,8             | 48,2             | 31,9             | 79,4             | 6,7              | 6,0              | 1,8              | 0,7              | 21,5             | 16             | 16             | 39,6           | 47,6           | 26,8           | 77,6           | 8,1            | 8,1            | 2,1            | 1,0            | 21,7           |
| 1991/92                                                                                  | Портленд | 76               | 76               | 36,2             | 47,0             | 33,7             | 79,4             | 6,6              | 6,7              | 1,8              | 0,9              | 25,0             | 21             | 21             | 40,3           | 46,6           | 23,5           | 80,7           | 7,4            | 7,0            | 1,5            | 1,0            | 26,3           |
| 1992/93                                                                                  | Портленд | 49               | 49               | 34,1             | 42,9             | 23,3             | 83,9             | 6,3              | 5,7              | 1,9              | 0,8              | 19,9             | 3              | 3              | 38,7           | 41,9           | 41,7           | 80,0           | 6,3            | 4,7            | 1,7            | 1,0            | 19,0           |
| 1993/94                                                                                  | Портленд | 68               | 68               | 34,3             | 42,8             | 32,4             | 77,7             | 6,5              | 4,9              | 1,4              | 0,5              | 19,2             | 4              | 4              | 39,3           | 42,5           | 23,1           | 82,6           | 10,3           | 5,5            | 2,0            | 0,5            | 21,0           |
| 1994/95                                                                                  | Портленд | 41               | 41               | 34,8             | 42,8             | 36,3             | 83,5             | 5,7              | 5,1              | 1,8              | 0,5              | 22,0             | Не участвовал  | Не участвовал  | Не участвовал  | Не участвовал  | Не участвовал  | Не участвовал  | Не участвовал  | Не участвовал  | Не участвовал  | Не участвовал  | Не участвовал  |
| 1994/95                                                                                  | Хьюстон  | 35               | 34               | 37,1             | 50,6             | 35,7             | 80,9             | 7,0              | 4,4              | 1,8              | 0,7              | 21,4             | 22             | 22             | 38,6           | 48,1           | 30,3           | 78,6           | 7,0            | 5,0            | 1,5            | 0,7            | 20,5           |
| 1995/96                                                                                  | Хьюстон  | 52               | 51               | 38,4             | 43,3             | 33,2             | 78,4             | 7,2              | 5,8              | 2,0              | 0,5              | 19,3             | 8              | 8              | 36,5           | 41,5           | 26,5           | 76,5           | 7,8            | 5,0            | 2,6            | 0,5            | 16,6           |
| 1996/97                                                                                  | Хьюстон  | 62               | 62               | 36,6             | 44,2             | 35,5             | 75,0             | 6,0              | 5,7              | 1,9              | 0,6              | 18,0             | 16             | 16             | 38,9           | 43,6           | 37,3           | 77,8           | 5,6            | 4,8            | 1,6            | 0,4            | 18,1           |
| 1997/98                                                                                  | Хьюстон  | 70               | 70               | 35,3             | 42,7             | 31,7             | 80,1             | 4,9              | 5,5              | 1,8              | 0,6              | 18,4             | 5              | 5              | 36,4           | 30,9           | 19,2           | 75,7           | 5,4            | 4,6            | 1,6            | 0,6            | 15,0           |
|                                                                                          | Всего    | 1086             | 950              | 34,6             | 47,2             | 31,8             | 78,8             | 6,1              | 5,6              | 2,0              | 0,7              | 20,4             | 145            | 140            | 38,4           | 44,7           | 28,8           | 78,7           | 6,9            | 6,1            | 1,9            | 0,7            | 20,4           |
| Наведите курсор мыши на аббревиатуры в заголовке таблицы, чтобы прочесть их расшифровку. |          |                  |                  |                  |                  |                  |                  |                  |                  |                  |                  |                  |                |                |                |                |                |                |                |                |                |                |                |

### Статистика в NCAA
| Сезон | Команда | Conf  | Class | GP | GS | MPG  | FG%  | 3P% | FT%  | RPG  | APG | SPG | BPG | PPG  |
| --- | ------- | ----- | ----- | -- | -- | ---- | ---- | --- | ---- | ---- | --- | --- | --- | ---- |
| 1980/81 | Хьюстон | SWC   | FR    | 30 | 30 | 33,1 | 50,5 |     | 58,8 | 10,5 | 2,6 | 1,9 | 0,9 | 11,9 |
| 1981/82 | Хьюстон | SWC   | SO    | 32 | 31 | 33,7 | 56,9 |     | 60,8 | 10,5 | 3,0 | 3,0 | 1,1 | 15,2 |
| 1982/83 | Хьюстон | SWC   | JR    | 34 | 34 | 34,9 | 53,6 |     | 73,7 | 8,8  | 3,8 | 3,3 | 0,5 | 15,9 |
| Всего | Всего   | Всего | Всего | 96 | 95 | 33,9 | 53,8 |     | 64,3 | 9,9  | 3,2 | 2,8 | 0,9 | 14,4 |
| Наведите курсор мыши на аббревиатуры в заголовке таблицы, чтобы прочесть их расшифровку Статистика приведена с сайта sports-reference.com |         |       |       |    |    |      |      |     |      |      |     |     |     |      |